# Campus Diagonal Sud
El Campus Diagonal Sud (Campus Diagonal Sur en castellano) es uno de los campus de la Universidad Politécnica de Cataluña (UPC). Está ubicado en la avenida Diagonal de Barcelona, entre las estaciones del metro Zona Universitaria y Estación de Palau Reial. Atravesando la avenida hay edificios de la Universidad de Barcelona, y más adelante el Campus Nord.
En este campus hay varias facultades, centros de investigación, departamentos y servicios de la Universidad.

## Centros docentes
- Escuela Técnica Superior de Arquitectura de Barcelona (ETSAB)
- Escuela Técnica Superior de Ingenieros Industriales de Barcelona (ETSEIB)
- Escuela Politécnica Superior de Edificación de Barcelona (EPSEB)
- Facultad de Matemáticas y Estadística (FME)

## Centros de investigación
- Fundació CIM

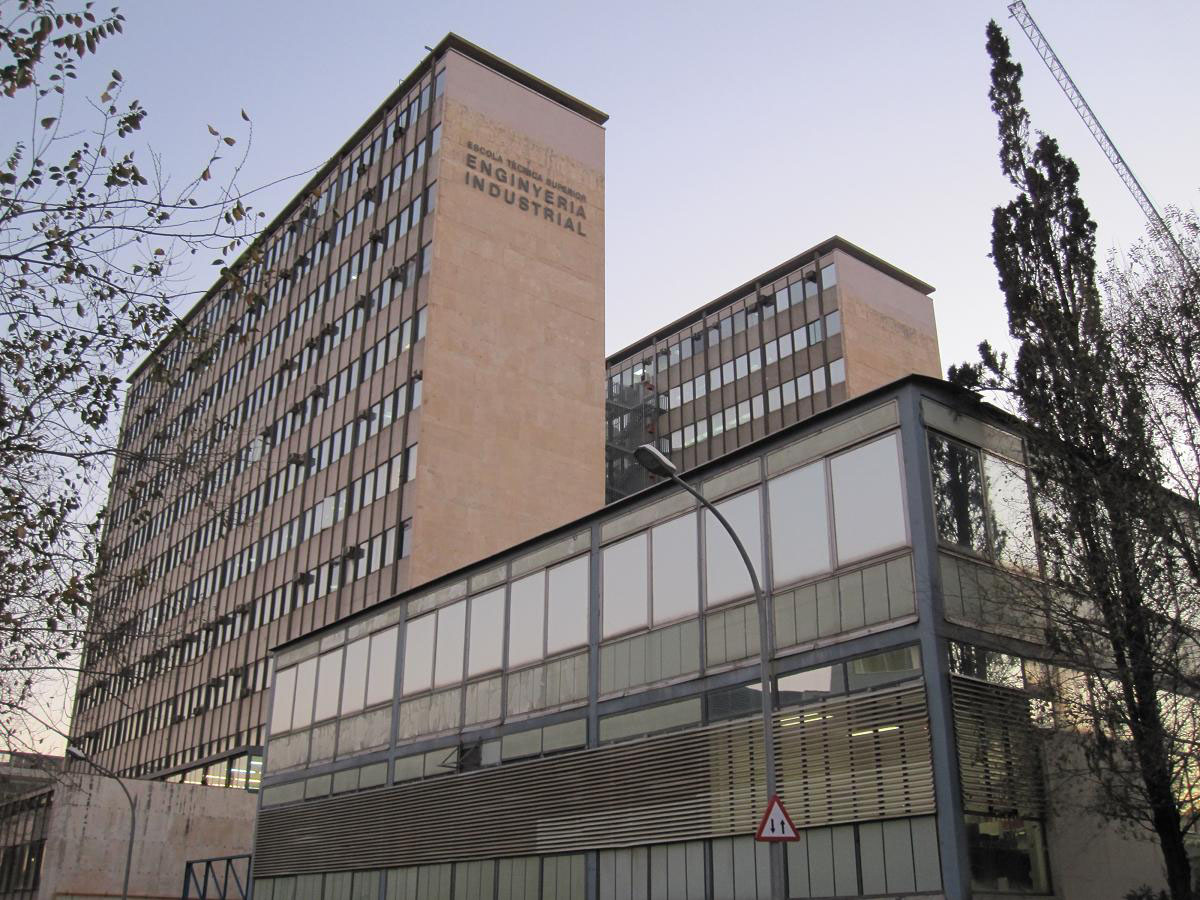
Escuela Técnica Superior de Ingeniería Industrial de Barcelona (ETSEIB).

- Instituto de Robótica e Informática Industrial (IRII)